# جون دبليو. تورنر
جون دبليو. تورنر (بالإنجليزية: John W. Turner)‏ هو سياسي أمريكي، (و. 1800 – 1883 م).